# 프리미돈
다양한 상표명으로 판매되는 프리미돈(Primidone)은 바비투라테 약으로, 본질적인 떨림뿐만 아니라 부분적이고 일반화된 발작을 치료하는 데 쓰인다.
일반적인 부작용으로는 졸음, 조율이 잘 안 되고 메스꺼움, 식욕 감소 등이 있다. 부작용이 심각할 경우에는 충동적 자살, 정신 질환, 혈구 부족 등이 포함될 수 있다. 임신 중에 사용하면 태아에게 해를 끼칠 수 있다. 프리미돈은 바비투레이트 클래스의 항경련제다. 이 약이 어떻게 작용하는지는 완전히 확실하지 않다.
프리미돈은 1954년 미국에서 의료용으로 승인되었다. 이 약은 일반적인 약으로 이용할 수 있다.2017년에는 미국에서 가장 흔하게 처방된 238번째 약물로 200만개 이상의 처방전이 있었다.

## 의학적 용법

### 뇌전증
영국에서 일반화된 토닉 클론 및 복합적인 부분 발작에 대해 면허가 있다.미국에서 프리미돈은 일반화된 토닉-클론 발작, 단순 부분 발작, 복합적인 부분 발작, 근막 발작 등에 (다른 약물과 결합하여) 보조적, 단일요법(그 자체로)으로 승인된다.청소년 근막 간질(JME)에서는 발프로테이트나 라모트리진이 효과가 없을 때와 다른 2선 치료제인 아세트아졸라마이드도 효과가 있을 때를 대비한 2선 치료법이다.
오픈라벨 케이스 시리즈는 프리미돈이 간질 치료에 효과가 있다는 것을 시사했다.프리미돈은 페니토인, 페노바르비탈, 메포바르비탈, 에토틴, 메타르비탈, 메페니토인과 비교되어 왔다.성인비교 실험에서 프리미돈은 그만큼 효과가 있는 것으로 나타났다.

### 필수진동
프리미돈은 프로프라놀놀과 함께 본질적인 떨림을 위한 일선 요법으로 꼽힌다. 떨림 진폭 감소 측면에서 프로프라놀놀과 마찬가지로 효과가 있어 50% 정도 감소한다. 두 약 모두 다른 치료법과 달리 이 상태를 위해 잘 연구되어 초기 치료에는 권장된다. 250mg/day (저선량 치료)는 하루 750mg/day (고선량 치료)에 버금간다.
프리미돈은 필수적인 떨림에 사용되는 유일한 항경련제가 아니다; Primidone has been compared to phenytoin, 다른 것들은 토피라마이트와 가바펜틴을 포함한다. 그 밖에 알프라졸람, 클로나제팜, 아테놀롤, 소탈롤, 나돌, 클로자핀, 니모디핀, 보툴리눔 독소A 등이 약리작용제다.이러한 약들 중 많은 것들이 (표 1에 따르면) 효과가 낮았지만, 몇몇은 그렇지 않았다. 프로프라놀놀만이 임상시험에서 프리미돈에 비유되었다.

### 정신 질환
1965년 먼로와 와이즈가 치료 저항성 정신질환에 페노티아진 파생상품인 항정신병제와 클로디아제포화물과 함께 프리미돈(primidone)을 사용했다고 보고했다. 알려진 것은 10년 후 먼로가 비정상적인 EEG 판독을 하고 항정신병 약물들에 대해 제대로 반응하지 않는, 성격과 상황적으로 부적절한 공격성을 보이는 사람들을 대상으로 두 번의 통제된 임상 실험의 메타 분석 결과를 발표하기 시작했다는 것이다; 그 연구들 중 하나는 특히 싸이가 관련된 것으로 언급되었다.병자호환자들그들에게 다양한 항경련제가 주어졌을 때 그들의 EEG는 개선되었을 뿐만 아니라 공격성도 개선되었다.
1993년 3월 남가주 의과대학의 S.G. 헤이스는 치료 저항성 우울증이나 치료 저항성 조울증 중 어느 한쪽이 프리미돈에 영구적인 양성 반응을 보인 사람이 27명 중 9명(33%)이라고 보고했다.프리미돈 외에 또는 프리미돈 대신 메틸페노바르비탈이 복수 과목으로 주어졌다.

## 역효과

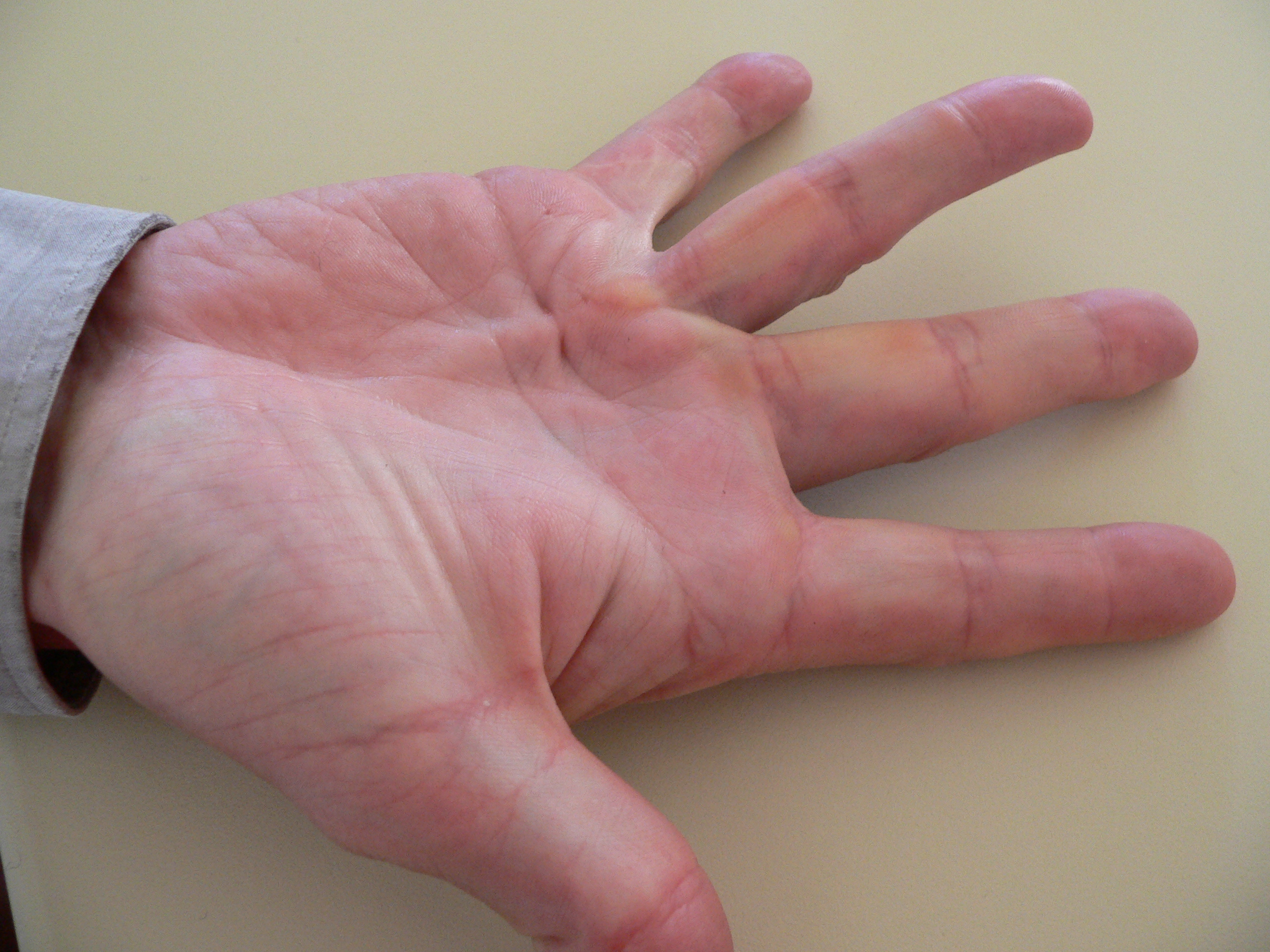
네 번째 손가락의 수축

프리미돈은 졸림, 무기력, 아탁시아, 시각장애, 나이스타그무스, 두통, 어지럼증을 유발할 수 있다.이러한 부작용은 사용자 1% 이상에서 발생하는 가장 흔한 부작용이다. 일시적인 메스꺼움과 구토도 흔한 부작용이다.
두푸이트렌의 수축은 손바닥을 향해 손가락(보통 새끼손가락과 약지손가락)을 영구히 구부리는 손바닥과 손가락의 파시아에 걸린 병으로, 프리미돈이 시판되기 14년 전인 1941년 룬드 박사에 의해 간질성 사람들에게 처음으로 크게 유행한 것으로 기록되었다.룬드는 또한 특발성 간질증 및 증상성 간질을 가진 개인에게도 똑같이 만연했으며 간질의 심각성은 중요하지 않다고 지적했다. 그러나 여성의 4분의 1만이 영향을 받았으며 남성의 절반은 영향을 받았다.35년 후, Critchley 등은 환자가 간질을 얼마나 오래 앓았는지와 듀푸이트렌의 청약을 받을 수 있는 기회 사이의 상관관계를 보고했다.그들은 이것이 페노바르비탈 요법 때문이며, 페노바르비탈이 말초 조직 성장 인자를 자극하고 있다고 의심했다.뒤푸트렌의 계약은 거의 백인, 특히 바이킹 혈통에서 독점적으로 발견

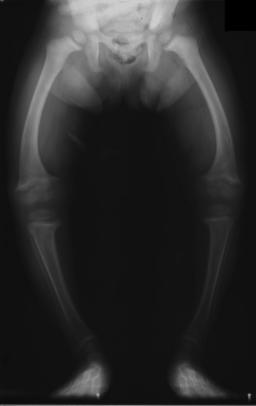
구루병 환자 방사선 촬영

되고 있으며, 가장 높은 비율은 북부 스코틀랜드, 노르웨이, 아이슬란드, 호주에서 보고되고 있다.또한 알코올 중독, 중흡연, 당뇨병, 육체적 외상(자연에 침투하거나 육체적 노동으로 인한 외상), 결핵, HIV와도 연관되어 있다.류마티스성 관절염에 걸린 사람은 이런 병에 걸릴 확률이 적으며, DRS는 이런 병에 걸릴 확률이 낮다.하트와 후퍼는 이 역시 알로푸리놀의 사용으로 통풍에 해당한다고 추측한다.이것이 일반적으로 합의된 유일한 수용성 요인이다.항경련제는 듀푸이트렌의 계약 건수가 비화이트에서 증가하지 않는 것 같다.
프리미돈은 QT 간격을 단축하는 것 이상으로 다른 심혈관 효과를 가진다.그것과 페노바르비탈 모두 메티오닌에서 유래한 아미노산인 호모시스테인의 혈청 수준 상승(단식 및 메티오닌 적재 후 6시간)과 관련이 있다.이것은 프리미돈 사용자들에게 보고된 낮은 엽산 수치와 거의 확실히 관련이 있다.높은 수준의 호모시스테인은 관상동맥 심장병과 연관되어 있다.1985년에는 두 약 모두 고밀도 지단백질(HDL) 콜레스테롤, 총콜레스테롤, 아폴리포단백질 A와 B의 혈청 수치를 높이는 것으로 보고되기도 했다.
그것은 1975년에 간성 포르피린을 악화시킨다고 처음 보고되었다.1981년, 프리미돈의 대사물 중 하나인 페노바르비탈이 시험관내 고농도에서 유의미한 포르피린만 유발하는 것으로 나타났다.감마-글루타밀전달효소, 알칼리성인산효소 등 간 효소의 고도화도 유발할 수 있다.
프리미돈 사용자 중 1% 미만이 발진을 경험하게 될 것이다.카바마제핀, 라모트리진, 페니토인에 비해 매우 낮다.이 비율은 펠바메이트, 비가바트린, 토피라마이트와 비교해도 손색이 없다.프리미돈은 각질성 피부염도 유발한다, 스티븐스-존슨 증후군, 독성 표피 네크로리시스
구루병을 앓는 사람의 방사선 사진
프리미돈은 페니토인, 페노바르비탈과 함께 골다공증, 골다공증(골다공증보다 선행할 수 있음), 골연화증, 골절 등의 골질환과 가장 많이 연관된 항경련제 중 하나이다.보통 가장 위험하다고 말하는 사람들은 제도화된 사람들, 폐경 후 여성, 나이든 남성들, 한 명 이상의 항경련제를 복용하는 사람들, 그리고 구루병의 위험이 있는 어린이들이다. 그러나 뼈가 탈염 대부분의 젊은 사람들에(나이의 25–44년)[30]고 제도화된 사람들이 1987년 연구는 골 연화증의 시장의 감소율 19개인에서 진경제(대 37명의 사람들 이방 아니고)—was을 anticonvulsants—one을 발견하게 발음된다 제안되어 왔다.시노인에게 기대되는 것에 밀리다저자들은 이것이 초기 발견에 대한 반응으로 식이요법, 태양 노출, 운동의 개선 때문이며/또는 이러한 효과를 일찍이 보고한 북유럽 국가들보다 런던이 더 햇볕이 쨍쨍했기 때문이라고 추측했다.어쨌든 둘 이상의 항경련제를 사용하는 것은 간질이 없는 기관화된 간질 환자 대 기관화된 사람들 사이에서 뼈 질환의 유병률이 증가하는 것과 관련이 있다.마찬가지로 폐경 후 항경련제를 복용하는 여성은 약물 중독자보다 골절 위험이 더 크다.
항경련제는 뼈에 많은 영향을 미친다.그들은 저인산혈증, 저칼슘혈증, 낮은 비타민 D 수치, 그리고 부갑상선 호르몬을 증가시킨다.또한 항경련제는 졸음, 아탁시아, 떨림 등을 유발하여 보행 장애를 일으키게 하여 골절률을 증가시키는데 기여하며, 발작에 의한 증가와 간질 환자에게 작용하는 활동 제한에 더하여 골절의 위험을 더욱 증가시킨다.카바마제핀, 발프로테이트, 클로나제팜의 파괴율 증가도 보고되었다.골절의 위험은 효소를 유발하는 항경련제를 복용하는 사람이 비엔자임 유도 항경련제를 복용하는 사람보다 더 높다.이 모든 것 외에도 프리미돈은 관절통을 일으킬 수 있다.
과립소판감소증, 농립소증, 적세포효포화증 및 재생산성, 과대성 빈혈은 프리미돈의 사용과 거의 관련이 없다.메갈로블라스틱 빈혈은 사실 형태학적 특성을 공유하는 서로 다른 원인들을 가진 관련 장애들의 집단이다. 즉, 세포질의 정상적인 성숙과 결합되는 핵의 성숙 지연으로 인해 비정상적으로 높은 핵-핵세포 비율을 가진 적혈구가 비정상적인 메각세포와 때로는 과다분열 신경세포로 성장하게 된다.영양학과는 상관없이, 모든 거대 플라스틱 무미아들은 손상된 DNA 복제를 포함한다.이것을 섭취하는 항경련제 사용자들은 과일과 야채가 없는 단조로운 식사를 하는 경향이 있다.
이러한 길항작용은 테트라하이드로폴락트 환원효소의 억제 때문이 아니라, 오히려 엽산 대사에 결함이 있기 때문이다.
프리미돈은 다른 오래된 항경련제와 마찬가지로 메가볼락성 빈혈의 위험을 높이는 것 외에 신경관 결함의 위험도 증가시키며, 다른 효소 유발 항경련제와 마찬가지로 구개열이 없는 구개열과 심혈관계 결함의 가능성을 높인다.간질 여성에게는 일반적으로 엽산을 복용하는 것이 권장되지만, 이러한 결함을 예방하는 데 있어 비타민 보충제의 효과에 대해서는 상반된 증거가 있다.
또한 프리미돈을 복용하는 산모의 신생아에게서 비타민 K 결핍과 유사한 응고 결함이 관찰되었다.이 때문에 프리미돈은 D등급 약물이다.
프리미돈은 페노바르비탈이나 벤조디아제핀과 마찬가지로 신생아의 진정작용을 유발할 수 있으며, 또한 생후 며칠 이내에 퇴출을 일으킬 수 있다. 페노바르비탈은 그 중 가장 가능성이 높다.
2005년 5월, M. 로페즈-고메즈 박사 팀은 간질 환자의 프리미돈 사용과 우울증 사이의 연관성을 보고했다; 이 같은 연구는 부적절한 발작 조절, 외상 후 간질, 다뇨 요법 또한 위험 요인이라고 보고했다.다요법은 발작 조절이 제대로 안 되는 것과도 관련이 있었다.모든 위험 요인 중 프리미돈 사용과 부적절한 발작 조절이 가장 컸으며 OR은 각각 4.089와 3.084로 나타났다.그들은 간질 환자의 우울증과 관련된 요인을 찾고 있었다.샤퍼 외 연구진(1999)은 이들의 치료 실패 중 하나인 리튬 600mg/day, 클로자핀 12.5mg/day, 트라조돈 50mg/day, 알프라졸람 4mg/day를 3개월 반 동안 복용한 45세 여성이 프리미돈의 단종으로 이어지는 청각 환청을 경험했다고 보고했다.그것은 또한 어린이들에게 과잉 활동을 유발할 수 있다; 이것은 가장 일반적으로 낮은 혈청 수준에서 발생한다.프리미돈의 혈청 농도가 정상치를 넘어섰을 때 개인에게 카타토닉 정신분열증이 생긴 사례가 있다.
프리미돈은 항경련성 과민성 증후군과 관련된 항경련제 중 하나로, 다른 것은 카바마제핀, 페니토인, 페노바르비탈 등이 있다.이 증후군은 발열, 발진, 말초 백혈구증, 림프종증, 그리고 가끔 간 괴사로 이루어져 있다.
고농도 뇌병증은 2002년 초 나고야시 히가시 종합병원의 가타노 히로유키씨가 뇌종양의 일종인 아스트로사이토마 수술을 받기 전 5년간 프리미돈 일요법으로 안정을 취해 온 환자에게서 보고됐다.게다가 그녀의 페노바르비탈 수치는 수술 후 이해할 수 없을 정도로 높아졌다.이것은 바비투라테스보다 발프로테스에게 훨씬 더 흔하다.1985년 7월 뉴잉글랜드 의학 저널에 발표된 무작위 통제 실험 결과 프리미돈은 페니토인, 카바마제핀, 페노바르비탈보다 발기부전을 일으킬 가능성이 더 높은 것으로 나타났다.페니토인처럼 프리미돈은 림프종병증과 거의 연관성이 없다.프리미돈은 또한 구토를 유발할 수 있다; 이것은 사용자의 1.0–0.1%에서 발생한다.

## 과다 복용
프리미돈 과다복용의 가장 흔한 증상은 깊은 힘줄 반사신경의 상실로 혼수상태에 빠지며 회복기에 환자가 생존하면 방향감각 상실, 이질, 나이스타그무스, 아탁시아, 무기력, 졸음, 구토, 메스꺼움, 그리고 때로는 시간이 지날수록 줄어드는 초점 신경학적 결손이다.완전한 회복은 섭취 후 5일에서 7일 이내에 온다.프리미돈 중독의 증상은 일반적으로 페노바르비탈에 의한 바이오트랜스 형성에 기인하지만 프리미돈은 인체 내 대사물과 무관하게 독성 효과를 가진다.때때로 발생하는 거대한 결정체는 그 증상 프로파일을 페노바르비탈과 구분짓게 한다.결정체는 흰색이며 바늘처럼 가늘고 가늘어지며 주로 프리미돈으로 구성된 육각형 판이다.
네덜란드에서만 1978년부터 1982년까지 프리미돈 중독 의심 사례가 34건 발생했다.이 중에서 프리미돈 중독은 페노바르비탈 중독보다 훨씬 덜 흔했다.이 중 27건은 네덜란드 국립 독극물 통제 센터에 보고되었다.이 중 페니토인과 페노바르비탈을 함께 복용한 1명이 사망하고, 12명이 졸리고 4명이 혼수상태에 빠졌다.
프리미돈 과다복용 치료에는 강제이뇨를 포함한 혈액투약, 베메그라이드와 아미페나졸의 조합, 베메그라이드, 스피로놀락톤, 카페인, 펜틸네테트라졸, 스트로판씬, 페니실린, 스트렙토마이신 등이 포함된다.
굴복한 것으로 보고된 3명의 성인의 경우, 선량은 20–30g이었다. 그러나 성인 생존자 2명은 30g 25g, 22.5g을 섭취했다.한 여성은 룸메이트의 프리미돈 750mg을 섭취한 후 프리미돈 중독 증세를 경험했다.

## 상호작용
Taking primidone with monoamine oxidase inhibitors (MAOIs) such as isocarboxazid (Marplan), phenelzine (Nardil), procarbazine (Matulane), selegiline (Eldepryl), tranylcypromine (Parnate) or within two weeks of stopping any one of them may potentiate the effects of primidone or change one's seizure patterns.이소니아지드는 MAOI 성질을 가진 항균제로서 프리미돈의 신진대사를 강하게 억제하는 것으로 알려져 왔다.
다른 많은 항경련제와 마찬가지로 프리미돈도 다른 항경련제와 상호작용을 한다.클로바잠은 프리미돈의 간극을 줄인다.메수시미드는 프리미돈 사용자에서 페노바르비탈의 혈장 수치를 증가시키며, 프리미돈과 페노바르비탈 모두 CYP3A4를 통해 카바마제핀의 신진대사를 가속화하며, 라모트리진의 겉보기 간극은 프리미돈에 의해 증가한다.CYP3A4의 유도체일 뿐만 아니라, 플루복사민, 클로자핀, 올란자핀, 삼륜 항우울제 등의 기판과 상호작용하게 하는 CYP1A2의 유도체이기도 하다.It also interacts with CYP2B6 substrates such as bupropion, efavirenz, promethazine, selegiline, and sertraline; CYP2C8 substrates such as amiodarone, paclitaxel, pioglitazone, repaglinide, and rosiglitazone; and CYP2C9 substrates such as bosentan, celecoxib, dapsone, fluoxetine, glimepiride, glipizide, losartan, montelukast, nateglinide, paclitax엘, 페니토인, 설포나미드, 트리메토프림, 와파린, 자프릴루카스트.그것은 또한 에스트로겐과 상호작용을 한다.
프리미돈과 다른 효소를 유발하는 항경련제는 안티피린의 반감기를 대략 절반(6.2±1.9h 대 11.2±4.2 h)으로 줄일 수 있으며 간극률을 70% 가까이 높일 수 있다.페노바르비탈은 반감기를 4.8±1.3으로 줄이고 간극을 거의 109% 늘린다.합성 스테로이드 호르몬인 덱사메타손의 신진대사를 방해하기도 해 영국 거주 14세의 섭생에서 이탈해 고질혈증이 생길 정도였다.워싱턴 의대 마취과 템펠호프와 동료들은 1990년 프리미돈과 다른 항경련제 약물이 환자의 심박수를 기준으로 개두술 시 필요한 펜타닐 양을 증가시킨다고 보고했다.

## 작용기전
프리미돈의 항경련 작용의 정확한 메커니즘은 50년이 넘어도 여전히 알려져 있지 않다.작용 전위의 고주파 반복 발화를 억제하는 전압 게이트 나트륨 채널과의 상호작용을 통해 작용하는 것으로 생각된다. 본질적인 떨림에서 프리미돈의 효과는 PEMA에 의해 매개되지 않는다.주요 대사물인 페노바르비탈도 그 자체로 강력한 항경련제로서 여러 형태의 간질에서 프리미돈의 효과에 기여할 가능성이 있다.브레너의 약리학 교과서에 따르면 프리미돈은 또한 GABA 매개 염화유속을 증가시켜 막 전위를 과극화시킨다.프리미돈은 최근 TRPM3 이온 채널을 직접 억제하는 것으로 나타났는데, 이 효과가 항경련 효과에 기여하는지는 알 수 없지만, TRPM3에서 기능 돌연변이를 얻는 것이 간질 및 지적 장애와 관련이 있는 것으로 나타났다

## 약동학
프리미돈은 페노바르비탈과 PEMA로 전환된다; 정확한 사이토크롬 P450 효소가 어떤 역할을 하는지는 아직 알려져 있지 않다.페노바르비탈은 피하이드록시페노바르비탈로 대사된다.프리미돈 신진대사 속도는 페노바르비탈 전처리, 프리미돈 전처리, PEMA 전처리 등으로 크게 빨라졌다.1983년에 새로운 소대사물인 p-hydroxyprimidone이 발견되었다.
프리미돈, 카바마제핀, 페노바르비탈, 페니토인은 현존하는 약물을 유도하는 가장 강력한 간 효소 중 하나이다.이 효소 유도는 치료용량에서 발생한다.사실, 이 약을 복용하는 사람들은 기록상 가장 높은 수준의 간 효소 유도를 보여주었다.CYP3A4의 유도체일 뿐만 아니라, 플루복사민, 클로자핀, 올란자핀, 삼륜 항우울제 등의 기판과 상호작용하게 하는 CYP1A2의 유도체일 뿐만 아니라 담배 제품의 독성을 잠재적으로 증가시킨다.대사물인 페노바르비탈은 CYP2C9, CYP2B6, CYP2C8, CYP2C19, CYP2A6, CYP3A5, CYP1E1 및 CYP2E 하위 계열의 기질이다.이러한 이소엔자임의 유전자 발현은 인간임신수용체 X(PXR)와 구성 안드로스테인수용체(CAR)에 의해 조절된다.CYP2B6의 페노바르비탈 유도는 둘 다에 의해 매개된다.프리미돈은 PXR을 활성화하지 않는다.
프리미돈의 페노바르비탈로의 대사율은 나이와 반비례했다. 가장 높은 비율은 가장 나이가 많은 환자들(최대 연령은 55세)이었다.18~26세에 비해 70~81세 연령은 프라이미돈, 페노바르비탈, PEMA의 신장 간격이 유의미하게 상승하여 감소하였으며, 소변에서 PEMA의 비율이 더 높았다.임상적 의의를 알 수 없다.
페노바르비탈로 변환된 프리미돈의 비율은 개가 5%, 사람이 15%로 추정된다.12년 후 실시된 연구 결과 프리미돈 섭취 시마다 혈청 페노바르비탈 0.111mg/100mL가 검출됐다.1년 전에 출판된 저자들은 프리미돈의 24.5%가 페노바르비탈로 대사되었다고 추정했다. 그러나 케이피와 버클리가 보고한 환자는 만약 이것이 많은 양을 섭취한 개인에 대한 사실이라면 8.5mg/100mL가 아닌 44.4mg/100mL의 혈청 수치를 가지고 있었을 것이다.몰리와 윈이 보고한 환자는 혈청 바비투레이트 수치가 50mg/100mL로 치명적이었을 것이다.

## 역사
프리미돈(Primidone)은 요인의 카보닐 산소가 두 개의 수소 원자로 대체되는 페노바르비탈의 합성물이다.간질에 대한 프리미돈의 효과는 1949년 율 보그에 의해 처음 입증되었다.그는 그것이 페노바르비톨과 유사한 항경련제 효과를 가지고 있다는 것을 발견했지만, 보다 구체적으로 말하자면, 관련 진정제 효과가 적다는 것을 발견했다.
그것은 현재 영국과 독일에서 아스트라제네카로 알려진 제국 화학공업(ICI)에 의해 1년 후에 시장에 출시되었다. 1952년 네덜란드에서 승인되었다.
1952년에도, DRS.Handley와 Stewart는 다른 치료법에 반응하지 않은 환자들을 치료하는데 그 효과를 보여주었다; 그것은 간질이 원인이 알려진 사람들보다 특발성 일반화된 간질을 가진 사람들에게 더 효과적이라고 지적되었다.휘티 박사는 1953년에 그것이 종종 치료에 내성이 있는 정신 이상 간질 환자의 혜택을 주었다고 언급했다.독성 영향은 미미한 것으로 보고되었다.같은 해 프랑스에서 승인되었다.프리미돈은 1954년 미국 와이쓰에 의해 미솔린이라는 브랜드로 도입되었다.

### 거대성 빈혈과의 연관성
1954년 찰머스와 보하이머는 이 약이 거대성 빈혈과 관련이 있다고 보고했다.1954년과 1957년 사이에 프리미돈 및 페니토인과 관련된 21건의 거대성 빈혈이 보고되었다.이러한 대부분의 경우 빈혈은 비타민 결핍에 기인했다: 보통 엽산 결핍; 한 경우에는 비타민 B12 결핍, 한 경우에는 비타민 C 결핍이다.한 환자는 빵과 버터를 주로 먹었고, 다른 환자는 빵, 빵, 빵, 빵, 딱딱한 사탕을 먹었으며, 또 다른 환자는 병원에서 먹는 것을 거의 설득할 수 없었다.
엽산 결핍이 메가볼라성 빈혈을 일으킬 수 있다는 생각은 어제오늘의 일이 아니었다.새로운 것은 장내 이상이 없는 영양 상태가 좋은 사람들에게 약물이 이런 현상을 일으킬 수 있다는 생각이었다.어떤 약물이 원인이 됐는지 명확하지 않은 경우도 많았다.이는 엽산, 페니토인, 페노바르비탈, 프리미돈의 구조적 유사성과 관련이 있을 것으로 추측되었다.엽산은 발견된 지 얼마 되지 않은 1940년대에 거대성 빈혈의 증상을 완화하는 것으로 밝혀졌지만, 일반적인 환자는 빈혈뿐만 아니라 CNS와 PNS 증상의 진행이라는 B요법에서12 완치만 했다.5년 전에는 엽산 결핍이 쥐의 선천적 결함과 연관되어 있었다.프리미돈은 어떤 사람들은 페노바르비탈이나 다른 어떤 다른 바비투르테이트가 이것과 다른 이유로 작용하지 않는 한, 이러한 희귀한 부작용의 약간의 가능성에 근거하여 억제하기에는 너무 가치 있는 것으로 여겨졌고 다른 사람들은 억제할 수 있을 만큼 위험하다고 보았다(즉, 영구적인 정신병에 대한 보고).

## 사용 가능한 양식
프리미돈은 250mg/5mL 서스펜션으로 사용 가능하며, 50mg, 125mg, 250mg 알약 형태로 제공된다.캐나다에서는 씹을 수 있는 태블릿 제형으로도 이용 가능하다.
그것은 Mysoline(Canada,[95]Ireland,[96]Japan,[97]미국 Kingdom,[98]과 미국은 States[95])등 여러 가지 브랜드로 판매된다, Prysoline Apo-Primidone,[94][100]Liskantin(독일, Desitin)[101]Resimatil(독일, Sanofi-Synthélabo 회사)[102]Mylepsinum(독일, AWD.phar(이스라엘, Rekah 제약 제품 회사)[99].엄마 회사&, KG).,[103]과 Sertan(헝가리, 2.50 mg정제, ICN제약 주식회사[1]

## 다른동물
프리미돈은 금박돼지의 공격적 행동과 식인 풍습의 예방, 개와 다른 동물의 신경 장애 치료 등 수의학적 용도가 있다

## 추가 자료
- “Toxicology and Carcinogenesis Studies of Primidone in F344/N Rats and B6C3F1 Mice (Feed Studies)” (PDF). Department of Health and Human Services National Toxicology Program. September 2000. 요약문.